# 2012年アブダビグランプリ
2012年アブダビグランプリは、2012年のF1世界選手権第18戦として、2012年11月4日にヤス・マリーナ・サーキットで開催された。正式名称は2012 Formula 1 Etihad Airways Abu Dhabi Grand Prix。

## 予選

### 結果
| 順位                                  | No. | ドライバー                 | チーム                        | Q1       | Q2       | Q3       | グリッド |
| ------------------------------------- | --- | -------------------------- | ----------------------------- | -------- | -------- | -------- | -------- |
| 1                                     | 4   | ルイス・ハミルトン         | マクラーレン-メルセデス       | 1:41.497 | 1:40.901 | 1:40.630 | 1        |
| 2                                     | 2   | マーク・ウェバー           | レッドブル-ルノー             | 1:41.933 | 1:41.277 | 1:40.987 | 2        |
| 3                                     | 18  | パストール・マルドナド     | ウィリアムズ-ルノー           | 1:41.981 | 1:41.907 | 1:41.226 | 3        |
| 4                                     | 9   | キミ・ライコネン           | ロータス-ルノー               | 1:42.222 | 1:41.532 | 1:41.260 | 4        |
| 5                                     | 3   | ジェンソン・バトン         | マクラーレン-メルセデス       | 1:42.342 | 1:41.873 | 1:41.290 | 5        |
| 6                                     | 5   | フェルナンド・アロンソ     | フェラーリ                    | 1:41.939 | 1:41.514 | 1:41.582 | 6        |
| 7                                     | 8   | ニコ・ロズベルグ           | メルセデス                    | 1:41.926 | 1:41.698 | 1:41.603 | 7        |
| 8                                     | 6   | フェリペ・マッサ           | フェラーリ                    | 1:41.974 | 1:41.846 | 1:41.723 | 8        |
| 9                                     | 10  | ロマン・グロージャン       | ロータス-ルノー               | 1:42.046 | 1:41.620 | 1:41.778 | 9        |
| 10                                    | 12  | ニコ・ヒュルケンベルグ     | フォースインディア-メルセデス | 1:42.579 | 1:42.019 |          | 10       |
| 11                                    | 15  | セルジオ・ペレス           | ザウバー-フェラーリ           | 1:42.624 | 1:42.084 |          | 11       |
| 12                                    | 11  | ポール・ディ・レスタ       | フォースインディア-メルセデス | 1:42.572 | 1:42.218 |          | 12       |
| 13                                    | 7   | ミハエル・シューマッハ     | メルセデス                    | 1:42.735 | 1:42.289 |          | 13       |
| 14                                    | 19  | ブルーノ・セナ             | ウィリアムズ-ルノー           | 1:43.298 | 1:42.330 |          | 14       |
| 15                                    | 14  | 小林可夢偉                 | ザウバー-フェラーリ           | 1:43.582 | 1:42.606 |          | 15       |
| 16                                    | 16  | ダニエル・リチャルド       | トロ・ロッソ-フェラーリ       | 1:43.280 | 1:42.765 |          | 16       |
| 17                                    | 17  | ジャン＝エリック・ベルニュ | トロ・ロッソ-フェラーリ       | 1:44.058 |          |          | 17       |
| 18                                    | 20  | ヘイキ・コバライネン       | ケータハム-ルノー             | 1:44.956 |          |          | 18       |
| 19                                    | 25  | シャルル・ピック           | マルシャ-コスワース           | 1:45.089 |          |          | 19       |
| 20                                    | 21  | ビタリー・ペトロフ         | ケータハム-ルノー             | 1:45.151 |          |          | 20       |
| 21                                    | 24  | ティモ・グロック           | マルシャ-コスワース           | 1:45.426 |          |          | 21       |
| 22                                    | 22  | ペドロ・デ・ラ・ロサ       | HRT-コスワース                | 1:45.766 |          |          | 22       |
| 23                                    | 23  | ナレイン・カーティケヤン   | HRT-コスワース                | 1:46.382 |          |          | 23       |
| DSQ                                   | 1   | セバスチャン・ベッテル     | レッドブル-ルノー             | 1:42.160 | 1:41.511 | 1:41.073 | PL1      |
| 予選通過タイム: 1:48.601 (107%ルール) |     |                            |                               |          |          |          |          |
| ソース:                               |     |                            |                               |          |          |          |          |

追記:
- ^1 — ベッテルは予選Q3で3番手のタイムを記録したが、予選終了後自力でピットレーンまで戻ることができなかった。これをFIAは不可抗力であったと判断したが、その後の車検でベッテルの車にサンプル採取用の燃料が残っていないことが判明した。これがレギュレーション違反となりベッテルは予選結果から除外されたが決勝レースでの最後尾からのスタートは認められた。結局ベッテルはセッティングを変更するためにピットレーンスタートを選択した。[3][4]

## 決勝

### 展開
ベッテルは韓国GPでアロンソをドライバーズ・チャンピオンシップでかわしトップに立ちインドでそのポイント差を広げた。車の性能で劣るフェラーリのアロンソはチャンピオン獲得のために少しでもポイント差を縮めたい考え。
予選ではベッテル3番手、アロンソ7番手とベッテルとアロンソの間に3台もの車が割り込む事になった。しかし、ベッテルが予選結果から除外されアロンソは6番手、ベッテルはピットレーンスタートとなりアロンソにとってはベッテルとのポイント差を縮められる可能性が高くなる。ただしベッテルも車のセッティングを変更し下位からの追い上げに対して万全の状態で望む。
事前の予想では1ストップ作戦が主流になると見られる。
迎えたスタートではフロントロースタートのウェバーの蹴り出しが悪く4番手スタートのライコネンが2番手に踊り出た。アロンソはバトンを抜き更に9コーナーを過ぎてからの2つ目のロングストレートでウェバーを抜き4番手に浮上。後方ではヒュルケンベルグがスタートで他車に挟まれサンドイッチ状態になりセナと接触してリタイア。2周目にはトップのハミルトンが8コーナーでオーバーシュート、その後のストレートで2位のライコネンに迫られるもなんとかポジションを守った。一方ピットレーンスタートのベッテルも同じく8コーナーでセナと接触、フロントウィング右側にダメージを受け一時はピットクルーもピットストップの準備をしたがそのまま走り続ける。
2周目にライコネンに迫られたトップのハミルトンだがそれ以降はファステストラップを記録するなど2位以降との差を広げていく。
9周目にロズベルグとカーティケヤンが高速の15コーナーで接触しクラッシュ。ロズベルグがカーティケヤン車の上を舞う大きなクラッシュとなった。この事故によってセーフティカーが入る。この時点でのトップ5はハミルトン、ライコネン、マルドナド、アロンソ、ウェバー。一方ベッテルはオーバーテイクを重ね12位まで順位を挽回していた。しかしセーフティカーラン中にウェービングをしていると前方のリカルドと接触しかけ、コース外に逃れるもコース脇のDRSのアクティベーションラインを示すボードに接触。フロントウィングの左フラップを損傷。これでピットストップをせざるを得なくなった。隊列が既にできていたためベッテルは再び最後尾に沈む事となる。
20周目、ここまで順調に優勝に向けて2位との差を広げつつ快走していたハミルトンが突然ストップ、リタイア。これでライコネンがトップに立つ。その翌周には3位のアロンソがマルドナドを抜き2位へ浮上。23周目同じくウェバーがペースの落ちてきたマルドナドを抜きにかかるも接触しスピン、7位まで落ちる。次の周に今度はバトンがマルドナドに仕掛けこちらは接触なくバトンが前に立った。26周目ウェバーとマッサが接触しマッサがスピン。この間に後ろにいたベッテルもマッサをかわす。
29周目、2位のアロンソがピットイン。30周目に事実上の3位バトンもピットインと続く。32周目トップのライコネンがピットイン、そのまま1位でコースに復帰。一連の上位陣のタイヤ交換が終わり気づくと14周目にタイヤ交換をしたベッテルが2位に。この時点での上位はライコネン、ベッテル、アロンソ、バトン。
34周目、ベッテルにプッシュし続けろとエンジニアからの無線が飛ぶと38周目にピットイン、ソフトタイヤからソフトタイヤへと履き替える。これで上位陣の順位はライコネン、アロンソ、バトン、ベッテル。
ベッテルがピットストップを行ったその周にディレスタ、グロージャン、ペレス、ウェバーが絡むアクシデントが発生。ウェバー、グロージャンがリタイア。ペレスにはストップ&ゴーペナルティ。レース後この事故の原因となったペレスのその荒い運転に批判の声が上がった。そしてこのレース2回目のセーフティカーが入る。このセーフティカーで4位のベッテルが得をする。3位バトンとの14秒以上の差が無くなり、さらにタイヤの消耗の面では遅れてタイヤ交換した分だけ有利な状況となった。
43周目からセーフティカーが退きレースが再開。ここから4位ベッテルが前のバトンを抜きにかかる。レース前にセッティングを変更したベッテルの車はストレートで最高車速が伸びるようになっておりこれが有利に働く。そして52周目DRSを使ってバトンを11コーナーで抜き3位へ浮上。一方優勝争いはライコネンとアロンソの戦いが続いていた。リスタート後一時は開いた両者の差だが53周目をアロンソがファステストラップでまとめDRS圏内の1秒以内に近づく。しかしライコネンも譲らずDRS圏内にアロンソを入れさせない。最終ラップもアロンソは車の挙動を乱しながら攻め続けるが後一歩及ばず。ライコネンのF1復帰後初優勝は2009年ベルギーグランプリ以来の勝利。2位にはアロンソ、3位にはピットレーンスタートのベッテルが入った。
2位フィニッシュを飾ったアロンソだったがベッテルが3位に入ったためドライバーズ・チャンピオンシップでは3点しか縮まらなかった。一方のベッテルは他車のリタイアやセーフティカーに助けられ表彰台を獲得し、ピットレーンスタートからこれ以上ない結果を手にした。

### 結果
| 順位    | No. | ドライバー                 | チーム                        | 周回数 | タイム / リタイア | グリッド | ポイント |
| ------- | --- | -------------------------- | ----------------------------- | ------ | ----------------- | -------- | -------- |
| 1       | 9   | キミ・ライコネン           | ロータス-ルノー               | 55     | 1:45:58.667       | 4        | 25       |
| 2       | 5   | フェルナンド・アロンソ     | フェラーリ                    | 55     | +0.852            | 6        | 18       |
| 3       | 1   | セバスチャン・ベッテル     | レッドブル-ルノー             | 55     | +4.163            | PL       | 15       |
| 4       | 3   | ジェンソン・バトン         | マクラーレン-メルセデス       | 55     | +7.787            | 5        | 12       |
| 5       | 18  | パストール・マルドナド     | ウィリアムズ-ルノー           | 55     | +13.007           | 3        | 10       |
| 6       | 14  | 小林可夢偉                 | ザウバー-フェラーリ           | 55     | +20.076           | 15       | 8        |
| 7       | 6   | フェリペ・マッサ           | フェラーリ                    | 55     | +22.896           | 8        | 6        |
| 8       | 19  | ブルーノ・セナ             | ウィリアムズ-ルノー           | 55     | +23.542           | 14       | 4        |
| 9       | 11  | ポール・ディ・レスタ       | フォースインディア-メルセデス | 55     | +24.160           | 12       | 2        |
| 10      | 16  | ダニエル・リチャルド       | トロ・ロッソ-フェラーリ       | 55     | +27.463           | 16       | 1        |
| 11      | 7   | ミハエル・シューマッハ     | メルセデス                    | 55     | +28.075           | 13       |          |
| 12      | 17  | ジャン＝エリック・ベルニュ | トロ・ロッソ-フェラーリ       | 55     | +34.906           | 17       |          |
| 13      | 20  | ヘイキ・コバライネン       | ケータハム-ルノー             | 55     | +47.764           | 18       |          |
| 14      | 24  | ティモ・グロック           | マルシャ-コスワース           | 55     | +56.473           | 21       |          |
| 15      | 15  | セルジオ・ペレス           | ザウバー-フェラーリ           | 55     | +56.768           | 11       |          |
| 16      | 21  | ビタリー・ペトロフ         | ケータハム-ルノー             | 55     | +1:04.595         | 20       |          |
| 17      | 22  | ペドロ・デ・ラ・ロサ       | HRT-コスワース                | 55     | +1:11.778         | 221      |          |
| Ret     | 25  | シャルル・ピック           | マルシャ-コスワース           | 41     | エンジン          | 19       |          |
| Ret     | 10  | ロマン・グロージャン       | ロータス-ルノー               | 37     | 接触              | 9        |          |
| Ret     | 2   | マーク・ウェバー           | レッドブル-ルノー             | 37     | 接触              | 2        |          |
| Ret     | 4   | ルイス・ハミルトン         | マクラーレン-メルセデス       | 19     | 燃圧              | 1        |          |
| Ret     | 23  | ナレイン・カーティケヤン   | HRT-コスワース                | 7      | 接触              | 23       |          |
| Ret     | 8   | ニコ・ロズベルグ           | メルセデス                    | 7      | 接触              | 7        |          |
| Ret     | 12  | ニコ・ヒュルケンベルグ     | フォースインディア-メルセデス | 0      | 接触              | 10       |          |
| ソース: |     |                            |                               |        |                   |          |          |

追記:
- ^1 — デ・ラ・ロサはフォーメーションラップスタート前にタイヤウォーマーがタイヤに引っ掛かりスタートすることができず、ベッテルの後ろからピットレーンスタートとなった。

## 第18戦終了時点でのランキング
| 順位 | ドライバー             | ポイント |
| ---- | ---------------------- | -------- |
| 1    | セバスチャン・ベッテル | 255      |
| 2    | フェルナンド・アロンソ | 245      |
| 3    | キミ・ライコネン       | 198      |
| 4    | マーク・ウェバー       | 167      |
| 5    | ルイス・ハミルトン     | 165      |

| 順位 | コンストラクター         | ポイント |
| ---- | ------------------------ | -------- |
| 1    | レッドブル・ルノー       | 422      |
| 2    | フェラーリ               | 340      |
| 3    | マクラーレン・メルセデス | 318      |
| 4    | ロータス・ルノー         | 288      |
| 5    | メルセデス               | 136      |

- 注：ドライバー、コンストラクター共にトップ5のみ表示。